# Emil Schön
Robert Emil Schön (4 agosto 1872 – 29 novembre 1945) è stato uno schermidore tedesco, vincitore di una medaglia d'oro nella scherma ai giochi intermedi di Atene del 1906 (non riconosciuti dal CIO).